# GNU Modula-2
GNU Modula-2 es una interfaz para GCC. GCC es un compilador de C que ha sido portado a numerosas arquitecturas y sistemas operativos.
GNU Modula-2 utiliza el motor de GCC y reemplaza la interfaz del lenguaje C con la interfaz de Modula-2. GNU Modula-2 fue desarrollado en sistemas i[3456]86 GNU/Linux, i[3456]86 BSD, Opteron LP64 GNU/Linux y sparc GNU/Linux. También fue desarrollado como un compilador cruzado para Min GW y Strong ARM GNU/Linux.
- Datos: Q5872919